# Seqüència de recap
Una seqüència de recapitulació (o recap només, normalment anunciada a través del "Prèviament a..." o "En capítols anteriors") és una estratègia narrativa utilitzada per moltes sèries de televisió per tal que l'espectador recordi els successos recents de la trama de la història que està sent explicada. Normalment té una curta durada (d'entre 20 a 40 segons) i es tracta d'un muntatge de les escenes més importants de capítols anteriors juxtaposades, normalment amb poc diàleg i que serveixen per crear un context pel capítol que hi ha a continuació.
Aquest tipus d'estratègies són freqüents en les sèries quan aquestes estan interessades en fer ús d'un arc narratiu, és a dir, quan un episodi reprendrà l'argument que s'ha iniciat en un capítol de fa temps. Una recapitulació serà normalment present, per tant, en un episodi que reprengui una deixada en suspens (cliffhanger). És per aquest motiu que és més usual trobar-les a sèries dramàtiques i programes de telerealitat o reality show, mentre que en comèdies i altres gèneres apareixerà si la trama ho requereix (com, per exemple, en un episodi dividit en dues parts).
Aquests muntatges estan inserits a la primera part del capítol, abans que aquest començi, per tal que aquells espectadors que no havíen vist l'episodi previ o que no recorden què va passar puguin entendre des d'on parteix el nou capítol. A més, també serveix perquè l'espectador senti ganes de veure capítols que havia decidit saltar-se. Solen començar amb una veu en off o un subtítol que anuncia "Prèviament a..."[nom de la sèrie o programa] o "En capítols anteriors...". Moltes altres sèries també comencen utilitzant la veu d'un dels personatges en comptes de la d'un narrador neutre, i altres com ara Boston Legal fan que justament aquest personatge digui "Recentment a...". Un exemple d'aquesta tècnica és la sèrie catalana Merlí, on abans de cada capítol observem un petit resum a mode de muntatge amb el subtítol de "En capítols anteriors...". Un altre exemple que utilitza una frase diferent és Glee, on després de veure tota la recapitulació una veu en off (la mateixa que ens ha anat explicant el que pasava mentre se succeïen les escenes) exclama "and that's what you missed on Glee!" (i això és tot el que et vas perdre a Glee).
En alguns casos, l'escena de deixada en suspens de l'episodi previ és la que comença el següent capítol, en comptes de la recapitulació. Aquesta altra tècnica era utilitzada normalment a sèries britàniques des dels anys 50 fins als 90, tot i que avui dia la majoria han adoptat el mode de muntatge de recap. Per exemple, a Doctor Who (l'emissió de 1963 fins a 1989) s'utilitzava l'última escena del capítol anterior per començar el següent, però al nou relaunch ja han incorporat la seqüència de recapitulació. Un altre variant d'aquesta tècnica la trobem a les sèries d'anime, que poden incloure en aquesta recapitulació escenes noves, no només del passat capítol.
En un article titulat "Previously on: In Praise of the Television Recap Sequence" de Laura Bliss, ella mateixa afirmava al 2015 que "potser els Netflixs i HBOs del món s'adonaran d'això - o almenys pensaran en l'espectador dedicat que potser apreciaria que li refresquéssin la memòria ocasionalment - i ens donaran la possibilitat de recapitular." Si tornés a escriure l'article aquest any, estaria gratament sorpresa en veure que les sèries de Netflix ja han incorporat aquesta famosa recapitulació, i n'és exemple La casa de papel, una sèrie espanyola recentment estrenada que inclou a l'inici dels seus episodis un resum a base d'escenes del capítol previ.